# Pedro Pablo Figueroa
Pedro Pablo Figueroa Luna (Copiapó,  25 de diciembre de 1857-Santiago, 4 de enero de 1909) fue un escritor e investigador chileno. Se destaca su obra Diccionario biográfico de Chile, publicado en 1885. 

## Biografía
Nació en Copiapó, provincia de Atacama, el 25 de diciembre de 1857. Era hijo de Pedro Ameno Figueroa y Rafaela Luna Varas.
Fundó La Voz del Estudiante en su ciudad natal. Trabajó en distintos periódicos, siendo columnista de El Constituyente en su ciudad natal y periodista de El Progreso de Talca y La República de Valparaíso.
Estuvo casado con Zoila Rosa Ruiz Rojas. Falleció el 4 de enero de 1909 en Santiago, a causa de una infección intestinal.

### Obra
Pedro Pablo Figueroa, comenzó a reunir antecedentes para escribir su Diccionario biográfico de Chile hacia 1884. En este libro abordó el período de la conquista, la colonia y la organización de las instituciones libres en el siglo XIX para realizar biografías de hombres y mujeres que con sus vidas y obras contribuyeron al desarrollo del país. Las fuentes que utilizó fueron los archivos nacionales, documentación privada de distintas familias y archivos de diversas corporaciones sociales. Para el período republicano además consultó la prensa. 
La primera edición del Diccionario biográfico fue publicada en 1885 y el autor continuó recopilando información, lo que permitió una segunda edición en 1887. Posteriormente, en 1890, la complementó con el Diccionario biográfico de extranjeros en Chile, que reúne las biografías de importantes hombres de la historia de Chile.
En 1891, en medio de la guerra civil, una turba atacó la casa de Figueroa y fue destruida la tercera versión del Diccionario biográfico de Chile. Finalmente, en el año 1897, publicó el primer tomo de la cuarta edición, que alcanzó a tener tres volúmenes y abarcó sucesos y personajes históricos hasta la última década del siglo XIX. Para este diccionario, el ilustrador Luis Fernando Rojas dibujó a diferentes personajes incluidos dentro de los tomos.